# Temognatha variabilis
Temognatha variabilis es una especie de escarabajo del género Temognatha, familia Buprestidae. Fue descrita científicamente por Donovan en 1805.
Esta especie se puede encontrar en el sureste de Australia.

## Descripción
Puede alcanzar una longitud de unos 35 milímetros (1,4 pulgadas). El color del cuerpo es muy variable, desde el amarillento al rojo oscuro. El tórax suele mostrar un área mediana de color negro con marcas amarillas o rojas brillantes a cada lado. La cabeza y las patas son negras con reflejos verdosos.
Las larvas viven en el roble de la especie Casuarina (Casuarinaceae).

## Sinonimia
- Stigmodera variabilis Donovan, 1805
- Buprestis kingi Macleay, 1827
- Stigmodera nigripennis Gory and Laporte, 1838
- Stigmodera quinquefossulata Théry, 1911
- Stigmodera unifasciata Gory and Laporte, 1838
- Stigmodera cyaniventris Kerremans, 1900
- Buprestis variabilis Donovan, 1805

## Galería

Temognatha variabilis
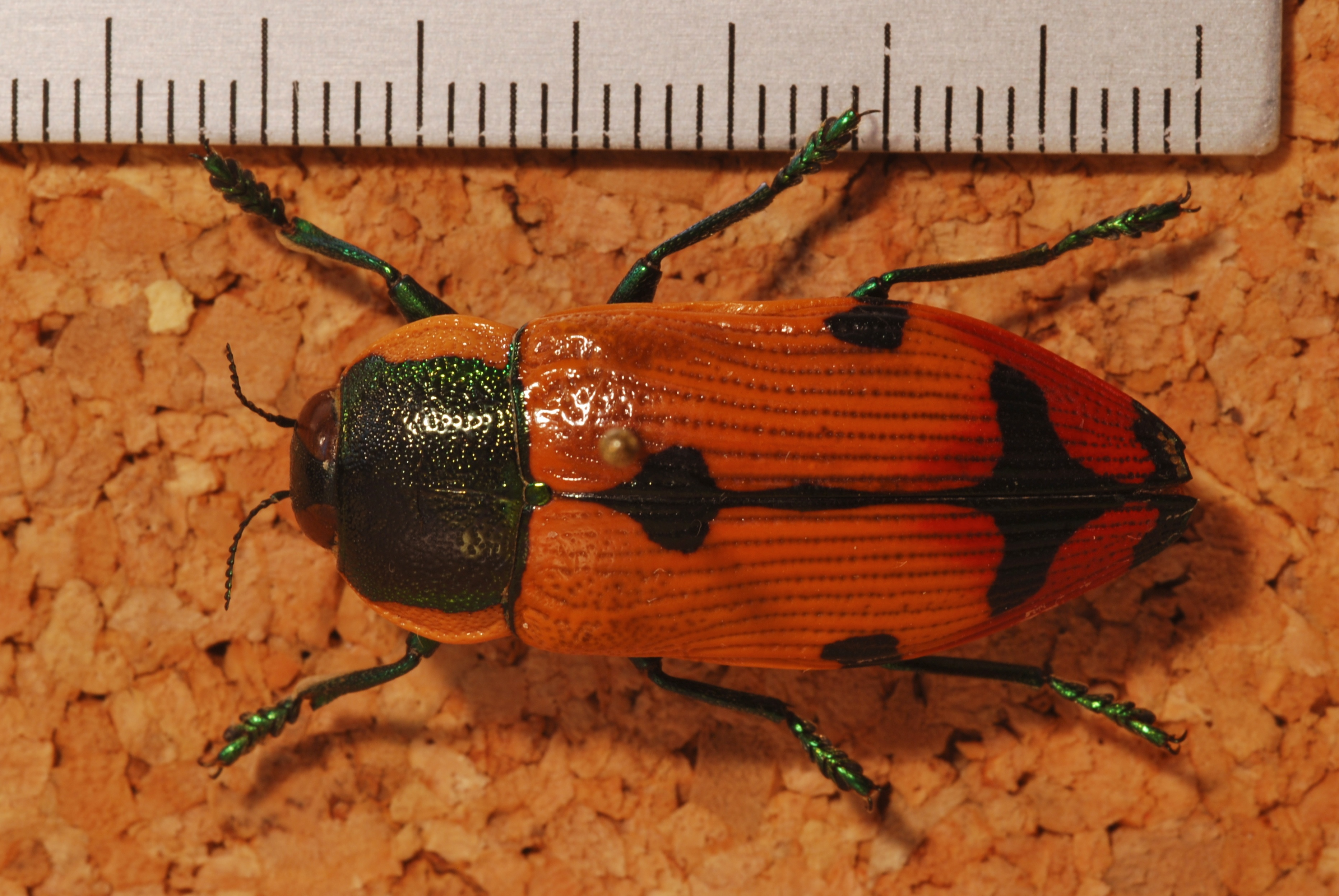
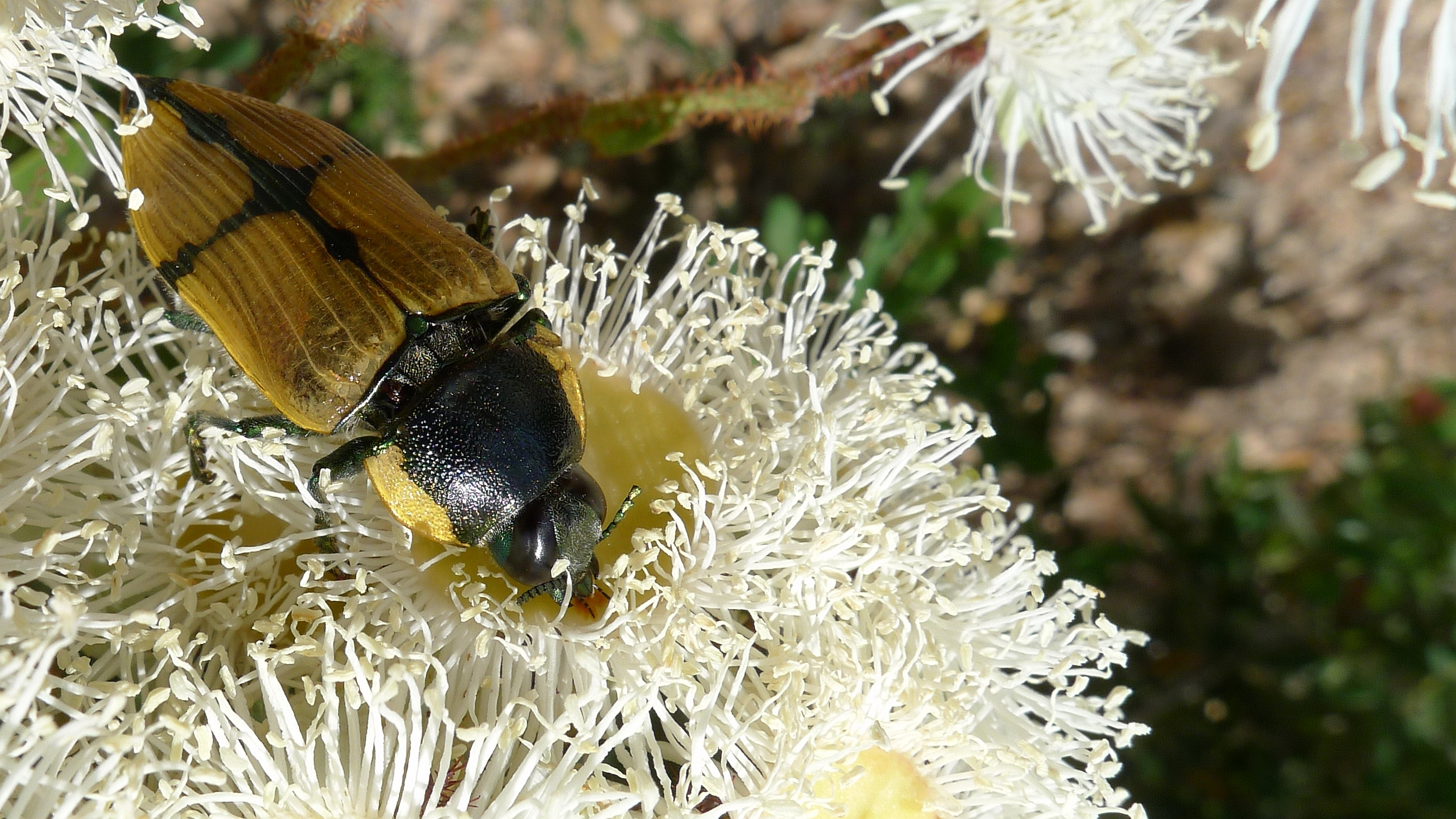
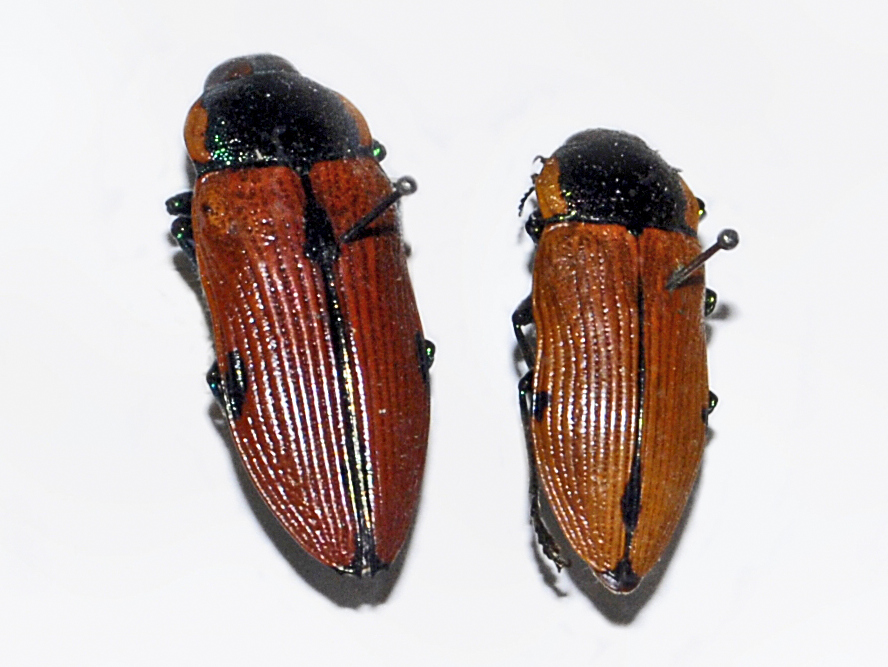
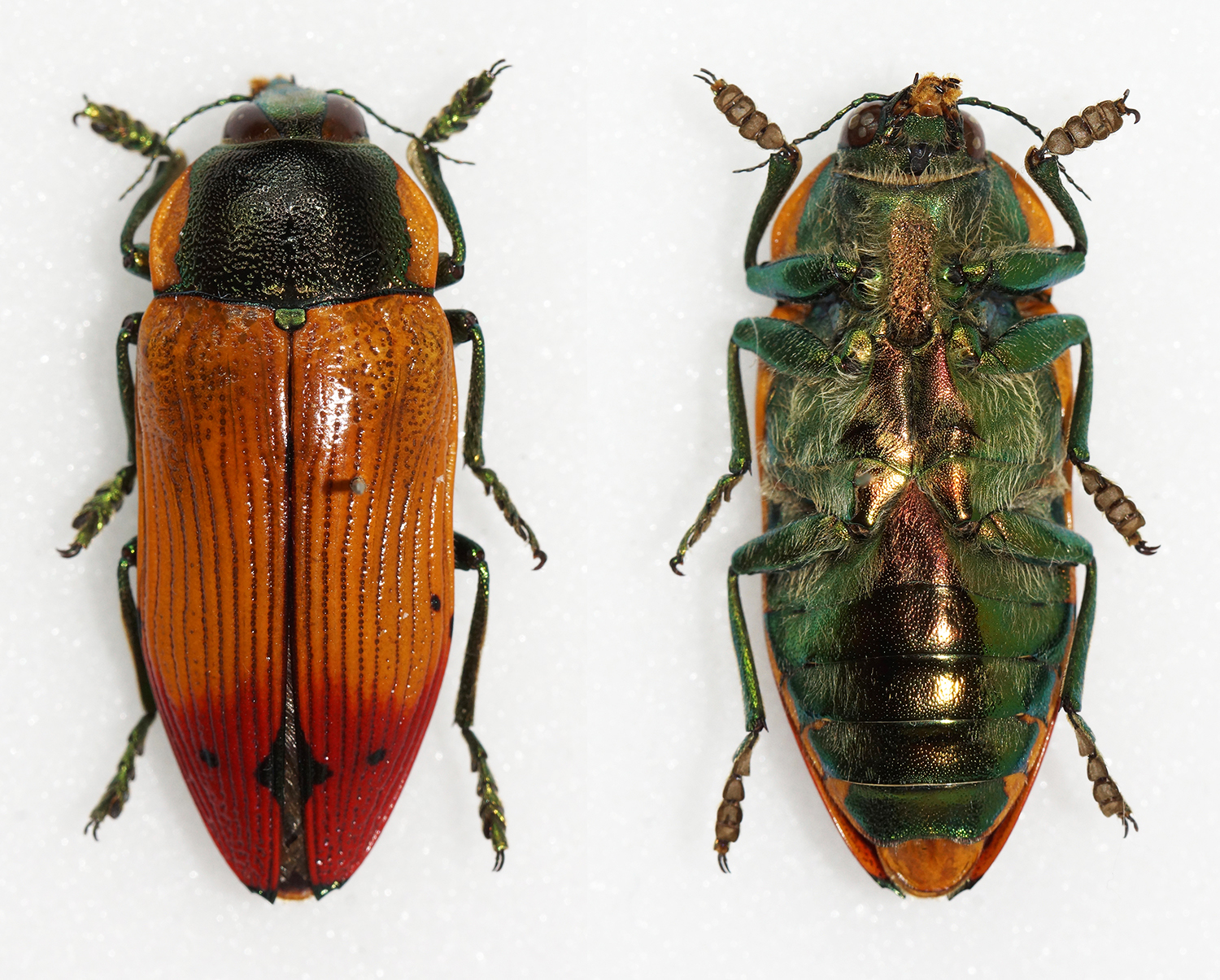